# إيثان هورفاث
إيثان هورفاث (بالإنجليزية: Ethan Horvath) (من مواليد 9 يونيو 1995) وهو لاعب كرة قدم أمريكي يلعب في مركز حراسة المرمى مع نادي كلوب بروج البلجيكي والمنتخب الأمريكي.

## الإنجازات
الدوري النرويجي الممتاز: 2014
كأس النرويج لكرة القدم: 2014

## الإحصاءات المهنية
آخر تحديث match played October 25, 2017.
| النادي       | الموسم       | القسم                   | الدوري | الدوري  | الكأس  | الكأس   | اوربا  | اوربا   | اخرى   | اخرى    | اجمالي | اجمالي  |
| النادي       | الموسم       | القسم                   | الظهور | الأهداف | الظهور | الأهداف | الظهور | الأهداف | الضهور | الأهداف | الضهور | الأهداف |
| ------------ | ------------ | ----------------------- | ------ | ------- | ------ | ------- | ------ | ------- | ------ | ------- | ------ | ------- |
| مولد         | 2013         | الدوري النرويجي الممتاز | 0      | 0       | 0      | 0       | 0      | 0       | 0      | 0       | 0      | 0       |
| مولد         | 2014         | الدوري النرويجي الممتاز | 0      | 0       | 2      | 0       | 0      | 0       | 0      | 0       | 2      | 0       |
| مولد         | 2015         | الدوري النرويجي الممتاز | 17     | 0       | 2      | 0       | 13     | 0       | 0      | 0       | 32     | 0       |
| مولد         | 2016         | الدوري النرويجي الممتاز | 22     | 0       | 0      | 0       | 0      | 0       | 0      | 0       | 22     | 0       |
| مولد         | Total        | Total                   | 39     | 0       | 4      | 0       | 13     | 0       | 0      | 0       | 56     | 0       |
| بروج         | 2016–17      | الدوري البلجيكي الممتاز | 4      | 0       | 0      | 0       | 0      | 0       | 0      | 0       | 4      | 0       |
| بروج         | 2017–18      | الدوري البلجيكي الممتاز | 12     | 0       | 0      | 0       | 4      | 0       | 0      | 0       | 16     | 0       |
| بروج         | Total        | Total                   | 16     | 0       | 0      | 0       | 4      | 0       | 0      | 0       | 20     | 0       |
| Career Total | Career Total | Career Total            | 55     | 0       | 4      | 0       | 17     | 0       | 0      | 0       | 76     | 0       |

1. ↑  Three appearances in the دوري أبطال أوروبا and ten in the الدوري الأوروبي
2. ↑  Appearances in the دوري أبطال أوروبا

## وصلات خارجية
- إيثان هورفاث على موقع الاتحاد الأوربي (الإنجليزية)
- إيثان هورفاث على موقع الدوري الأمريكي (الإنجليزية)
- إيثان هورفاث على موقع قاعدة بيانات كرة القدم.إي يو (الإنجليزية)
- إيثان هورفاث على موقع ليكيب (الفرنسية)
- إيثان هورفاث على موقع ناشيونال فوتبول تيمز (الإنجليزية)
- إيثان هورفاث على موقع Soccerbase.com (لاعب) (الإنجليزية)
- إيثان هورفاث على موقع Soccerway.com (الإنجليزية)
- إيثان هورفاث على موقع عالم كرة القدم.نت (الإنجليزية)
- إيثان هورفاث على موقع AS.com (الإسبانية)